# Пиндско княжество
Пиндското княжество (на арумънски: Printsipat di la Pind; на гръцки: Πριγκιπάτο της Πίνδου; на италиански: Principato del Pindo) е политическа концепция за формиране на автономно арумънско държавно формирование на арумъните в Епир, Тесалия и Западна Македония, Гърция, по време на Първата и Втората световна война.
Първият опит за създаване на автономен кантон под италиански протекторат от Самарина и няколко други влашки села в Пинд е от юли - август 1917 година, времето на кратката окупация от страна на Италия на Аргирокастро и Епир. След пристигането на италианските войски в Самарина кметовете на 13 села в Пинд и Загори подписват декларация, с която търсят подкрепата на Италия и Румъния и някои други страни и призовават за свобода и просперитет на латинските народи. След изтеглянето на италианските части, районът е окупиран от гръцката армия, която не среща никаква съпротива.
В междувоенния период идеята няма опити за реализация. През 1941 година, когато територията на Гърция е окупирана от Италия, Германия и България, Алкивиад Диаманди, участник в събитията от 1917 година, създава сепаратистка организация, наречена Римски легион и сред нейните лидери отново се появява концепцията за полунезависимо Пиндско княжество или Пиндски кантон. Легионът среща съпротива и под натиска на Гръцката съпротива от ЕЛАС се разпада към края на 1943 година.

## Термин
Терминът „Пиндско княжество“ е ретроним, даден със задна дата от науката и се използва предимно за събитията от 1917 в Самарина, но и за дейността на Диаманди и Римския легион в 1942 - 1943 г. В литературата близка по време на събитията терминът не се използва - в 1929 година Николае Здрула пише в списанието „Ревиста Аромъняска“ (том 1, № 2) статия, озаглавена „Движението на арумъните в Пинд в 1917“ (Mişcarea aromânilor din Pind în 1917) В издание на документи от периода – телеграми на власи до държавни глави и кореспонденция на румънските и италианските консулства, публикувани в 2007 г. под заглавието „Събитията от юли-август 1917 година в региона на планината Пинд – усилия за създаване на княжество на арумъните“ (Evenimentele din iulie-august 1917 în regiunea Munţilor Pind – încercare de creare a unei statalităţi a aromânilor), терминът княжество се използва само във въведението и няма споменаването му в документите от периода.

## Предистория
Румънската пропаганда се появява сред пиндските власи във втората половина на XIX век и прави значителни успехи под ръководството на дейния Апостол Маргарит, който отваря няколко училища, в които власите учат на румънски. На 22 май 1905 година султан Абдул Хамид със специално ираде признава съществуването на влашки милет в Османската империя, който може да има свои църкви и училища. Румъния финансира изграждането и оперирането на много училища из Македония и Епир. След като районът попада в Гърция през Балканската война в 1912 година, румънските училища западат, макар Букурещкият договор от 1913 година да предвижда признаване на румънските малцинства в Сърбия, България и Гърция. При френската военна администрация по време на Първата световна война обаче румънските образователни институции процъфтяват, тъй като Румъния е съюзница на Антантата.
В 1916 година Албания и Северен Епир са разделени между съюзничките от Антантата Италия, окупирала Аргирокастро и Франция, окупирала Корча, докато Северна и Централна Албания са под контрола на Австро-Унгария от Централните сили. На 10 декември 1916 година французите провъзгласяват създаването на Република Корча, а Австро-Унгария в отговор на 3 януари 1917 година в Шкодра провъзгласява Албания за протекторат. На 23 юни 1917 година италиаците обявяват италиански протекторат в Аргирокастро и завладяват Янина и Самарина и други селища в Пинд.

## Събитията от 1917 г.
През 1917 година по време италианската окупация на Северен Епир, италианците се опитват да спечелят власите на своя страна на базата на исторически и езикови връзки. Власи от няколко села в Пинд искат автономия под италиански протекторат, обръщайки се и към Румъния за помощ. Изпратени са писма до различни страни от кметовете и представители на 13 села: Самарина, Авдела, Периволи, Вовуса, Мецово, Палеосели, Падес, Турия, Бряза, Лаиста, Добриново, Арматова и Смикси.
На 29 август 1917 година в Самарина седем представители, в ролята на временен комитет, изпращат прокламация, с която се иска помощ и защита от италианското консулство в Янина. Седмината са д-р Димитрие Диаманди, Янакули Дабура, Михали Тегяни, Таки Ниби, Зику Арая, Алкивиад Диаманди и Стерие Караджани. Един от членовете на временния комитет Алкивиад Диаманди отива в Янина за отговор. Такъв е получен на следващия ден от румънското и италианското консулство: действията са погрешни и неподходящи, не са одобрени от никого и не могат да получат подкрепа от никоя страна. Ден по-късно италианската армия напуска гръцката територия. От 3 до 7 септември гръцки части навлизат във всички села без да срещнат съпротива и на 7 септември арестуват 6 души в Самарина – Зику Арая, директор на Самаринското румънско училище, Гули Папагеоре, учител в румънското училище в Самарина, Янаке Дабура, бивш кмет на Самарина и селяните Герасим Зика, Янаки Зуки и Костаки Сурби Тези събития се описват в по-късната литература като опит за създаване на Пиндско княжество.

## Събитията от 1941 – 1943 г.
Арумънските националисти желаят създаване на арумънска държава в Пинд, Югозападна Македония и Тесалия. След разгрома на Гърция от страните от Оста, Диаманди създава сепаратистка организация наречена Римски легион, ползваща се с подкрепата на италианските окупационни власти, която пропагандира идеята за Влашки кантон или полунезависима държава Пиндско княжество, която да обхваща Северозападна Гърция. Италианските власти обаче не позволяват никаква форма на влашка администрация.
Със засилването на гръцката съпротива в средата на 1942 година Диаманди бяга в Румъния, последван от наследника си Никола Матуси в 1943 година. Легионът престава да съществува след капитулацията на Италия през септември 1943 година и поемането на контрола върху Централна Гърция от германски войски.